# 特雷夫莱韦内兹
特雷夫莱韦内兹（法語：Tréflévénez，法語發音：[tʁeflevenɛz]）是法国菲尼斯泰尔省的一个市镇，属于布雷斯特区。

## 地理
特雷夫莱韦内兹（48°24'54"N, 4°10'12"W）面积9.65 平方千米，位于法国布列塔尼大區菲尼斯泰尔省，该省份为法国最西部的省份，位于布列塔尼半岛西部，北西南三面环大西洋，东临阿摩尔滨海省和莫尔比昂省。
与特雷夫莱韦内兹接壤的市镇（或旧市镇、城区）包括：拉马尔蒂尔、圣于尔班、勒特雷乌。
特雷夫莱韦内兹的时区为UTC+01:00、UTC+02:00（夏令时）。

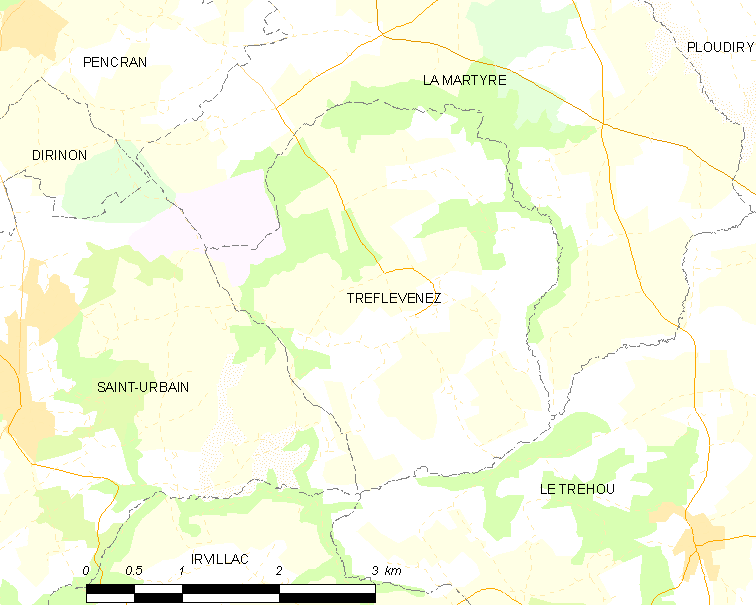
特雷夫莱韦内兹的OSM定位图

## 行政
特雷夫莱韦内兹的邮政编码为29800，INSEE市镇编码为29286。

## 政治
特雷夫莱韦内兹所属的省级选区为蓬德比莱基梅尔县。

## 人口

1962-2008年间特雷夫莱韦内兹人口变化图示

特雷夫莱韦内兹于2022年1月1日时的人口数量为247人。